# Teoria de Twistors
En física teòrica i matemàtica, la Teoria de Twistors és una teoria matemàtica que relaciona els objectes geomètrics de l'espaitemps tetradimensional (espai de Minkowski) amb objectes geomètrics en un espai de 4 dimensions amb mètrica (2,2). Aquest espai s'anomena espai twistor, i les seves coordenades complexes s'anomenen "twistors". El primer a proposar la teoria de twistors va ser Roger Penrose el 1967, com un possible camí cap a la teoria de la gravetat quàntica. La teoria és especialment adequada per resoldre les equacions del moviment de camps sense massa d'espín arbitrari. El 2003, Edward Witten va proposar unir els twistors amb la teoria de cordes introduint el model topològic B de la teoria de cordes a l'espai twistor. El seu objectiu era modelitzar algunes amplituds de Yang-Mills.

## Visió general
Espai giratori projectiu {\displaystyle \mathbb {PT} } és 3-espai projectiu {\displaystyle \mathbb {CP} ^{3}}, la varietat algebraica compacta tridimensional més senzilla. Té una interpretació física com l'espai de partícules sense massa amb espín. És la projectivitat d'un espai vectorial complex de 4 dimensions, un espai de torsió no projectiu {\displaystyle \mathbb {T} }, amb una forma hermitiana de signatura (2,2) i una forma de volum holomòrfica. Això es pot entendre de manera més natural com l'espai d'espinors quirals (Weyl) per al grup conformal {\displaystyle SO(4,2)/\mathbb {Z} _{2}} de l'espai de Minkowski; és la representació fonamental del grup spin {\displaystyle SU(2,2)} del grup conformal. Aquesta definició es pot estendre a dimensions arbitràries excepte que més enllà de la dimensió quatre, es defineix l'espai de torsió projectiu com l'espai dels espinors purs projectius per al grup conformal.
En la seva forma original, la teoria twistor codifica camps físics a l'espai de Minkowski en termes d'objectes analítics complexos a l'espai twistor mitjançant la transformada de Penrose. Això és especialment natural per a camps sense massa de gir arbitrari. En primera instància, aquests s'obtenen mitjançant fórmules integrals de contorn en termes de funcions holomòrfiques lliures en regions de l'espai de torsió. Les funcions de torsió holomòrfiques que donen lloc a solucions a les equacions de camp sense massa es poden entendre més profundament com a representants de Čech de classes de cohomologia analítica en regions de {\displaystyle \mathbb {PT} }. Aquestes correspondències s'han estès a certs camps no lineals, incloent la gravetat auto-dual en la construcció de gravitó no lineal de Penrose i els camps Yang–Mills auto-duals en l'anomenada construcció Ward; el primer dona lloc a deformacions de l'estructura complexa subjacent de les regions a {\displaystyle \mathbb {PT} }, i aquest últim a certs paquets de vectors holomòrfics sobre regions a {\displaystyle \mathbb {PT} }. Aquestes construccions han tingut àmplies aplicacions, incloent entre altres la teoria dels sistemes integrables.
La condició d'autodualitat és una limitació important per incorporar les no linealitats completes de les teories físiques, tot i que n'hi ha prou per als monopolis i instantons Yang–Mills–Higgs (vegeu construcció ADHM). Un primer intent de superar aquesta restricció va ser la introducció dels ambitwistors per part d'Isenberg, Yasskin & Green, i la seva extensió superespacial, els super-ambitwistors, per Edward Witten. L'espai ambitwistor és l'espai de raigs de llum complexos o partícules sense massa i es pot considerar com una complexificació o un paquet cotangent de la descripció original del twistor. En estendre la correspondència ambitwistor a barris formals adequadament definits, Isenberg, Yasskin i Green van mostrar l'equivalència entre la desaparició de la curvatura al llarg de línies nul·les esteses i les equacions completes de camp de Yang-Mills. Witten va demostrar que una extensió addicional, en el marc de la teoria de super Yang-Mills, incloent camps fermiònics i escalars, va donar lloc, en el cas de la supersimetria N=1 o 2, a les equacions de restricció, mentre que per a N=3 (o 4), la condició de desaparició de la supercurvatura al llarg de línies super nul·les (super ambitwistors) implicava el conjunt complet d'equacions de camp, incloses les dels camps fermiònics. Posteriorment es va demostrar que això donava una equivalència 1-1 entre les equacions de restricció de curvatura nul·la i les equacions de camp supersimètriques de Yang-Mills. Mitjançant la reducció dimensional, també es pot deduir de la correspondència anàloga de super-ambitwistor per a la teoria de 10 dimensions, N = 1 super Yang Mills.
Les fórmules twistorial per a les interaccions més enllà del sector auto-dual també van sorgir en la teoria de cordes twistor de Witten, que és una teoria quàntica de mapes holomòrfics d'una superfície de Riemann a l'espai twistor. Això va donar lloc a les fórmules RSV (Roiban, Spradlin i Volovich) molt compactes per a matrius S a nivell d'arbre de les teories de Yang-Mills, però els seus graus de llibertat de gravetat van donar lloc a una versió de la supergravetat conforme que limitava la seva aplicabilitat; la gravetat conformal és una teoria no física que conté fantasmes, però les seves interaccions es combinen amb les de la teoria de Yang-Mills en amplituds de bucle calculades mitjançant la teoria de cordes twistor.
Malgrat les seves deficiències, la teoria de cordes twistor va conduir a un ràpid desenvolupament en l'estudi de les amplituds de dispersió. Un d'ells va ser l'anomenat formalisme MHV basat lliurement en cordes desconnectades, però se li va donar una base més bàsica en termes d'acció de gir per a la teoria completa de Yang-Mills en l'espai de torsió. Un altre desenvolupament clau va ser la introducció de la recursivitat BCFW. Això té una formulació natural a l'espai twistor que al seu torn va conduir a formulacions notables d'amplituds de dispersió en termes de fórmules integrals de Grassmann i polítops. Aquestes idees han evolucionat més recentment cap a Grassmannià positiu i amplituedre.
La teoria de cordes Twistor es va estendre primer generalitzant la fórmula d'amplitud de RSV Yang-Mills, i després trobant la teoria de cordes subjacent. L'extensió de la gravetat va ser donada per Cachazo & Skinner, i formulada com una teoria de cordes de torsió per a la supergravetat màxima per David Skinner. Cachazo, He & Yuan van trobar fórmules anàlogues en totes les dimensions per a la teoria de Yang-Mills i la gravetat i, posteriorment, per a una varietat d'altres teories. Aleshores van ser enteses com a teories de cordes a l'espai ambitwistor per Mason i Skinner en un marc general que inclou la corda de twistor original i s'estén per donar una sèrie de nous models i fórmules. Com a teories de cordes tenen les mateixes dimensions crítiques que la teoria de cordes convencional; per exemple, les versions supersimètriques de tipus II són crítiques en deu dimensions i són equivalents a la teoria de camp complet de les supergravetats de tipus II en deu dimensions (això és diferent de les teories de cordes convencionals que també tenen una jerarquia infinita addicional d'estats d'espin superior massius que proporcionen un finalització ultraviolada). S'estenen per donar fórmules per a les amplituds de bucle i es poden definir sobre fons corbats.